# Pico (mitologia)

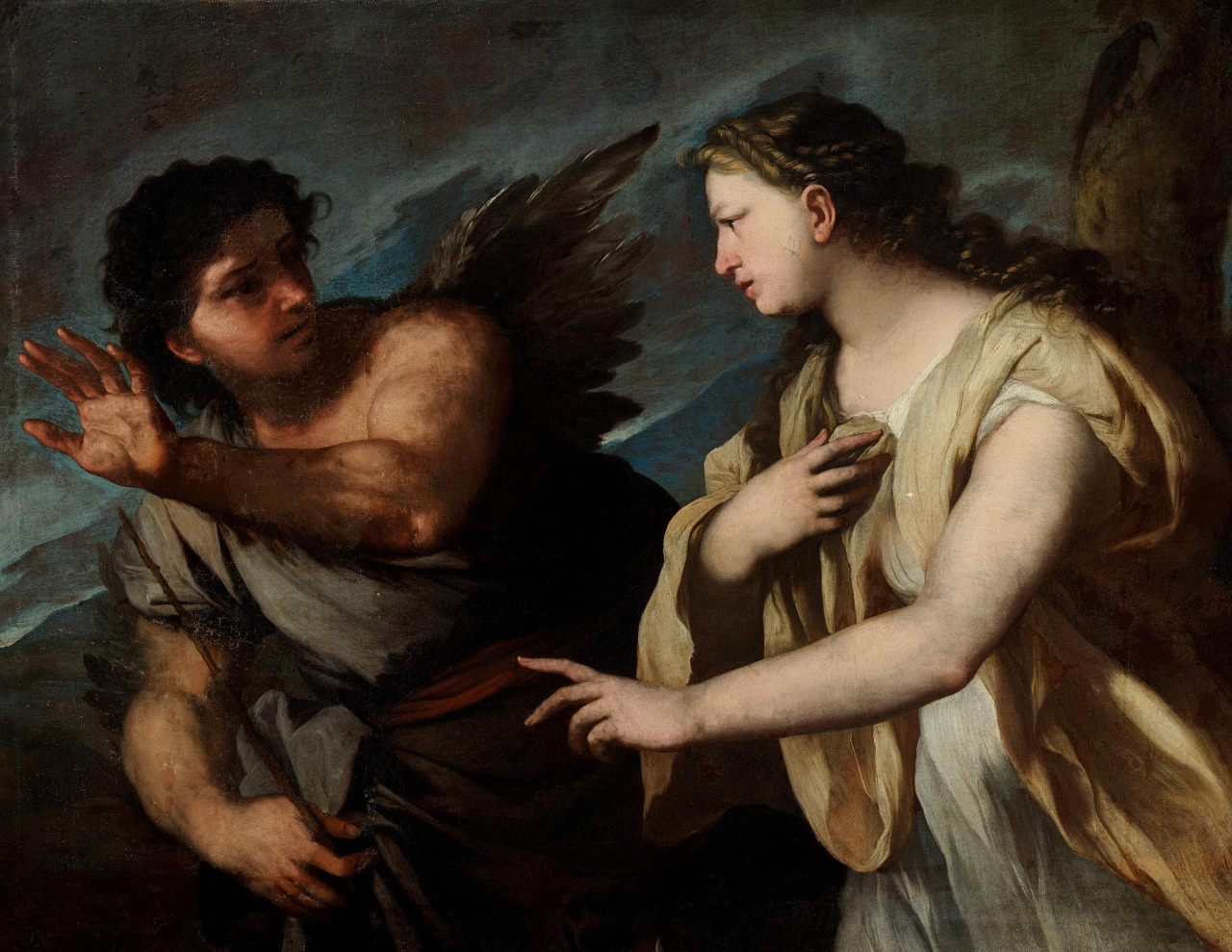
Pico e Circe, in un dipinto seicentesco di Luca Giordano.

Pico è una divinità venerata dagli antichi Latini.

## Il mito
Il suo mito ci è tramandato da Ovidio e Virgilio.
Fu uno dei primi re del Lazio, figlio di Saturno e Feronia, e fondò la città di Laurentum.
Un giorno, andando a caccia sul monte Circeo, fu scorto dalla maga Circe che se ne innamorò.
Avendo rifiutato l'amore della maga, fu da questa trasformato in un picchio, animale sacro al dio Marte.
Sua moglie, la ninfa Canente, da cui aveva avuto Fauno, aspettò invano che tornasse a casa e finì per morire sulla riva del Tevere.